# Lutogonia simplex
Lutogonia simplex är en fjärilsart som beskrevs av William Schaus 1913. Lutogonia simplex ingår i släktet Lutogonia och familjen nattflyn. Inga underarter finns listade i Catalogue of Life.